# Diogen iz Apolonije
Diogen iz Apolonije, starogrški filozof, ok. 450 pr. n. št.. Bil je predstavnik jonske šole predsokratske filozofije. 
Prihajal je iz miletske kolonije Apolonije v Trakiji. Del svojega življenja je preživel v Atenah. Veljal je za filozofa narave, predstavnika predsokratske filozofije s poudarkom na metafiziki. Zanj je bil zrak tisti temeljni element oziroma počelo vsega bivajočega (arche). Verjel je, da je zrak inteligenten, vir vsega živega in da vsa snov nastaja iz kondenziranja ali širjenja zraka. Prav tako se je Diogen ukvarjal z raziskovanjem delitve krvnih žil pri človeku.

## Življenje
Natančna kronologija življenja Diogena iz Apolonije ni povsem znana, vendar večina postavlja čas vrhunca njegovega delovanja v obdobje okoli 460-430 pred našim štetjem. Diogen je prihajal iz miletske obmorske kolonije Apolonije v antični pokrajini Trakiji, ki se je nahajala na zahodni obali Črnega morja (današnji Sozopol). O njegovem življenju ni veliko znanega, razen tega, da je nekaj časa živel v Atenah, kjer naj bi zapadel v veliko težav zaradi domnevnega brezboštva. Antični filozofski zgodovinar Diogen Laertski je med drugim zapisal, da naj bi bilo njegovo življenje v Atenah celo ogroženo zavoljo nevoščljivosti, vseeno pa obstaja možnost, da se zapis Laertskega nanaša na Anaksagoro, ki je prav tako omenjen v tem delu besedila. 
Domneva se, da se nekateri pogledi Diogena iz Apolonije pojavijo v liku Sokrata iz Aristofanove komedije Oblaki. Zaradi zavrnitve državnih bogov sta bila tako Aristofanov Sokrat v komediji kot tudi Diogen obtožena brezboštva, poleg tega pa naj bi oba spodkopavala državne vrednote in kvarila mladino.

## Filozofija
Razlogi, ki so Diogena nagnili k temu, da ni sprejel tisti čas razširjenega pluralizma in se je vrnil k monoizmu predhodnikov jonske šole, so nam dobro znani iz ohranjenega fragmenta in iz Aristotelovega pričevanja: če bi bilo prvin mnogo, meni Diogen, in če bi bila po lastni niti se ne bi mogla spremeniti vanje, tedaj se te (in stvari, ki bi izhajale iz vsake od njih) strukturno ne bi mogle mešati med seboj (zaradi razlik v njihovi naravi). Prav tako ne bi mogle vplivati druga na drugo; z drugimi besedami: ena prvina bi drugim ne mogla ne škoditi, ne koristiti, niti ji druge nasprotne ne bi mogle koristiti ali škoditi, tako da bi navsezadnje bilo nemogoče misliti, da bi se iz zemlje porajale rastline in živali. Da bi vse to bilo mogoče, more biti izvirna prvina ali počelo le ena sama, vsaka stvar pa mora nastati s spremembami in preobrazbami tega počela.
Njegovo najbolj znano delo je O Naravi. Nekateri fragmenti tega dela so ohranjeni v zapisih starogrškega filozofa Simplikija. Diogen je tako kot Anaksimen verjel, da je zrak vir vsega živega in da vse ostale snovi nastanejo iz kondenziranja ali širjenja le-tega. Glavni napredek glede na Anaksimenovo izhodišče je Diogenova trditev, da je zrak kot glavna sila inteligenten. Dejal je, da ima zrak moč nad vsem, da je kot začetnik vsega življenjskega prinesel napredek in je dosegel vse ter je v vsem. Zanj je zrak večen in nepredvidljiv element in s prvinami božanskega: »In zdi se mi, da je tisto, ki je imelo misel, tisto, kar ljudje kličejo zrak, in da s tem vsakdo upravlja in ima moč nad vsem. Kajti to se mi zdi bog in da je dosegel vse, da uredi vse in da je v vsem. In ni nobene stvari, ki se v njem ne deli.«
V ostalih naukih Diogen Apolonski opisuje, da verjame v neskončno število svetov, v neskončno praznino; da je zaradi zgoščanja in redčenja zrak naredil različne svetove; da ni bilo nič sestavljeno iz ničesar ali pa zmanjšano na nič; da je zemlja okrogla, podprta v sredini in je dobila obliko zaradi toplih vetrov okoli nje ter se strdila zaradi mraza. Najobsežnejši ohranjeni Diogenov fragment je Aristotel vključil v tretji zvezek knjige Zgodovina živih bitij. Ta vsebuje opis delitve oziroma porazdelitve krvnih žil pri človeku. Pomemben je predvsem zato, ker gre za poskus podrobnega znanstvenega opisa strukture in organizacije fizičnega sveta, česar pa so se vsi ostali predsokratiki lotevali zgolj posredno.
Po Diogenu iz Apolonije je poimenovana tudi vrsta hondritnih meteoritov (Diogenit), saj je bil prvi, ki je predpostavil, da prihajajo iz zunanjega vesolja. Dejal je, da se z zvezdami vrtijo kamni, ki so nevidni in zato brez imena. Pogosto naj bi padli na tla in ugasnili.

## Dela
Obstajajo deljena mnenja o številu in avtorstvu domnevnih Diogenovih del. Napisal naj bi največ štiri knjige, njegovo osrednje delovanje pa se močno nanaša na Simplikijeve pripombe k Aristotelovemu delu Fizika nebes.
Domnevna dela Diogena iz Apolonije:
- O naravi

- O naravi človeka

- Meteorologija

- Proti sofistom